# Распятый солдат

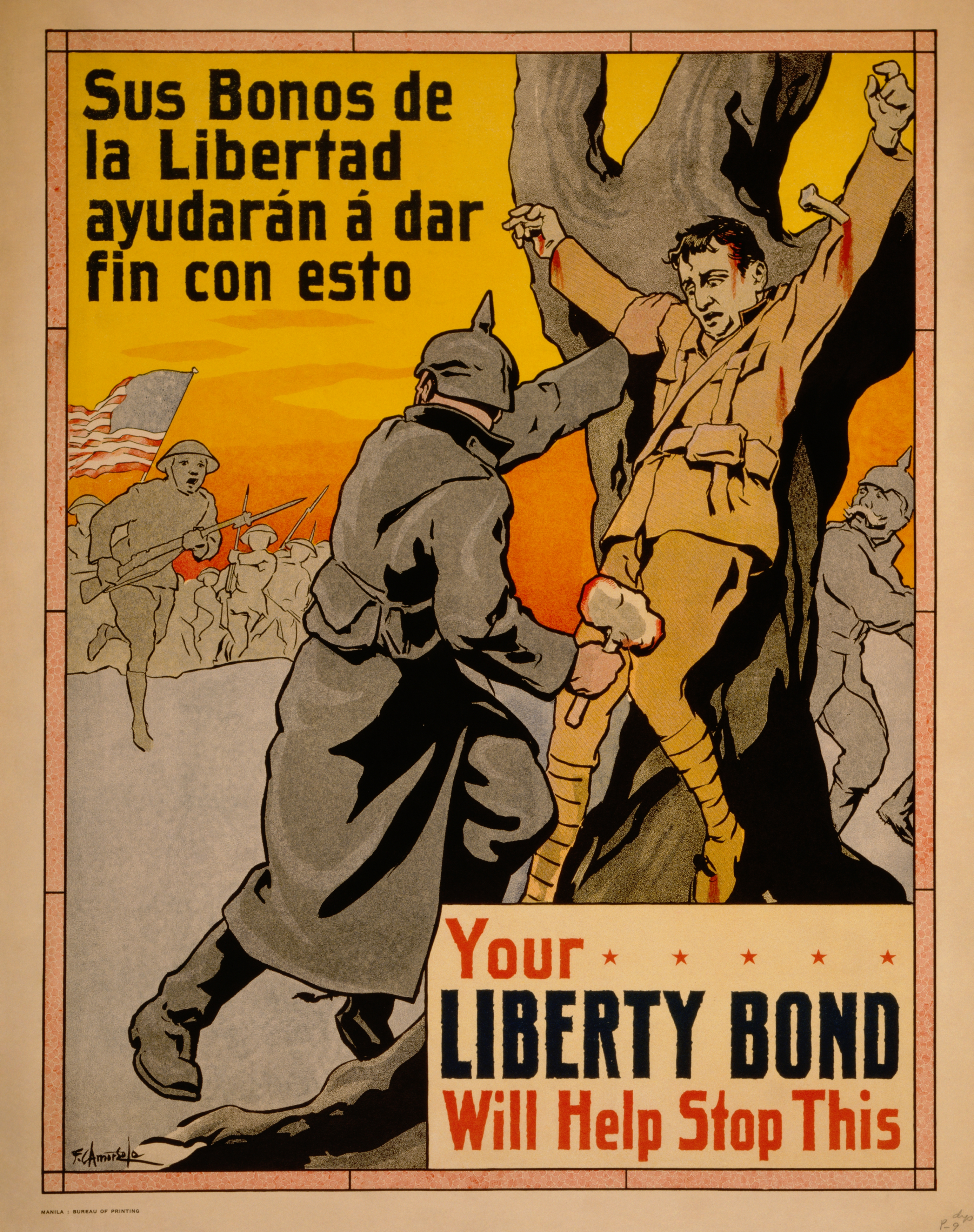
Американский плакат на тему распятого солдата

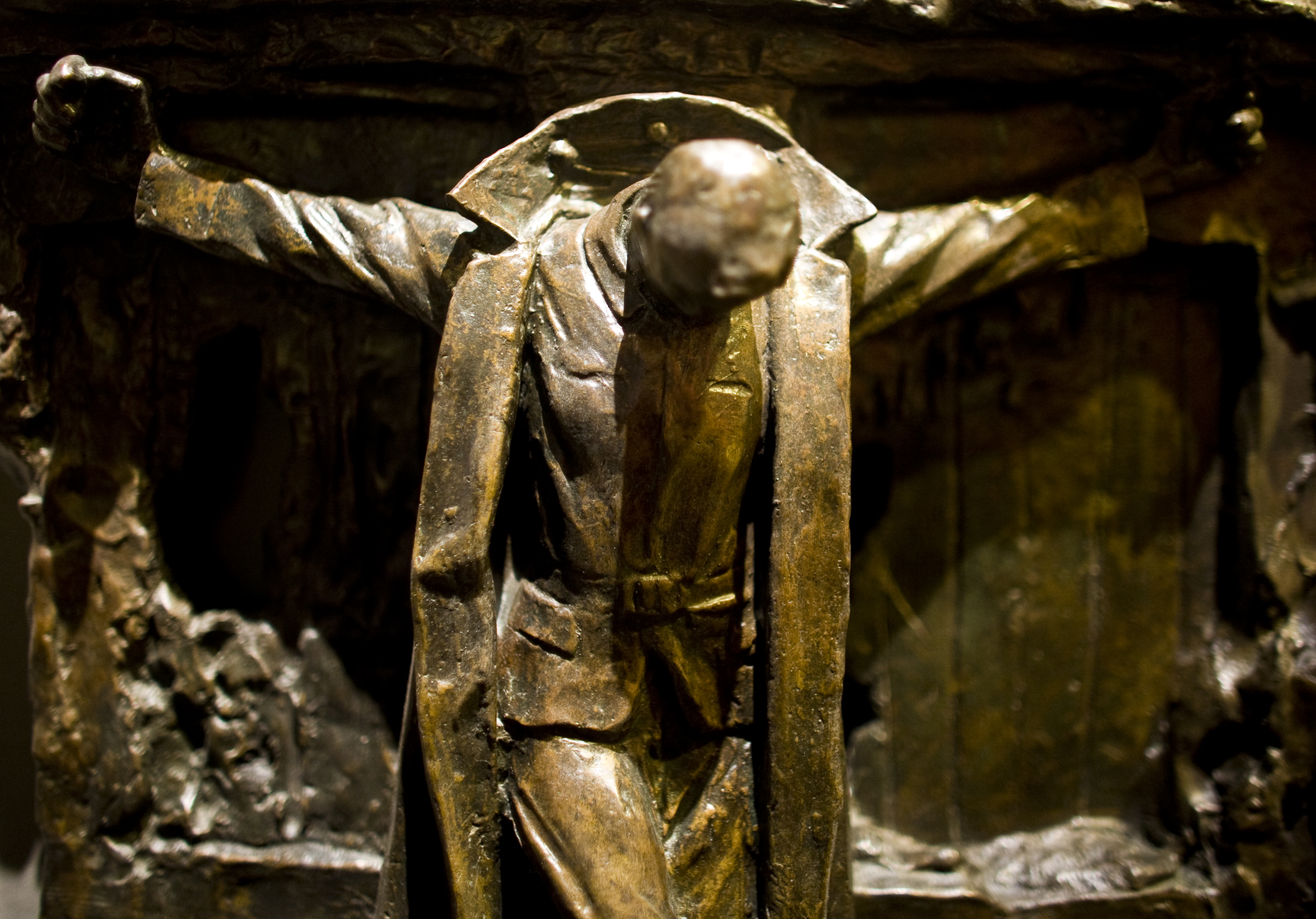
Памятник британского скульптора Фрэнсиса Дервента Вуда (1918)

Распя́тый солда́т (англ. The Crucified Soldier) — пропагандистский миф, созданный британской прессой в ходе Первой мировой войны. Согласно этому мифу, немецкие солдаты во время сражения на Ипре 24 апреля 1915 года захватили в плен и распяли на дереве или на заборе солдата из Канадского корпуса. Впервые заметка об этом событии появилась в британской газете The Times от 10 мая 1915 года и называлась «Torture of a Canadian Officer» («Пытка канадского офицера»).
Образ распятого солдата вдохновил британского скульптора Фрэнсиса Дервента Вуда на создание памятника «Голгофа Канады», который был выполнен из бронзы в 1918 году. Впервые работа была выставлена в Лондоне, однако немецкая сторона потребовала доказать существование этого эпизода. Удалось представить лишь некоторые свидетельства очевидцев, которые показались малоубедительными, и памятник был демонтирован. В 1992 году его выставили в качестве экспоната в Военном музее Канады.
Образ распятого немцами канадского солдата присутствует в фильме «Пашендаль: Последний бой» (Канада, 2008), хотя описываемая там битва произошла в 1917 году.